# Harrison Chongo
Harrison Chongo (né le 5 juin 1969 à Lusaka en Zambie et mort le 12 mai 2011 à Mufulira) est un joueur de football international zambien, qui évoluait au poste de défenseur.

## Biographie

### Carrière en sélection
Avec l'équipe de Zambie, il joue entre 1992 et 1998. 
Il figure dans le groupe des sélectionnés lors des Coupes d'Afrique des nations de 1992,  de 1994, de 1996 et enfin de 1998. La sélection zambienne atteint la finale de cette compétition en 1994, en étant battu par le Nigeria.
Il joue également 12 matchs comptant pour les tours préliminaires de la coupe du monde, lors des éditions 1994 et 1998.

## Palmarès
Zambie
- Coupe d'Afrique des nations :
  - Finaliste : 1994.